# Порєчьє (Правдинський район)
Порі́ччя (рос. Поречье), до 1946 року — Алленау (нім. Allenau) — селище в Правдинському районі Калінінградської області Російської Федерації. Входить до складу Правдинського міського поселення.

## Історія
27 січня 1945 року Алленау був взятий частинами Червоної армії в ході Другої світової війни.
У 1946 році Алленау було перейменовано в селище Поріччя.

## Населення
| 1910 | 1925 | 1933 | 1939 | 2002 | 2010 |
| ---- | ---- | ---- | ---- | ---- | ---- |
| 626  | 684  | 502  | 529  | 374  | 348  |

## Пам'ятки
В селищі знаходиться напівзруйнована будівля кірхи, зведеної на початку XV століття за наказом великого магістра Тевтонського ордену Ульріха фон Юнгінгена.